# Eibelsbach (Schmiedlaine)
Der Eibelsbach ist ein rechter Zufluss zur Schmiedlaine auf dem Gemeindegebiet von Benediktbeuern.
Sie entsteht in Gräben bei der Eibelsfleckalm, fließt westwärts am Gurnberg vorbei und mündet von rechts in die Schmiedlaine.